# Ferdinand Habsburg
Ferdinand Habsburg (nome completo in tedesco Ferdinand Zvonimir Maria Balthus Keith Michael Otto Antal Bahnam Leonhard von Habsburg-Lothringen; Salisburgo, 21 giugno 1997) è un pilota automobilistico austriaco.
In carriera ha vinto nella classe LMP2 il Campionato del mondo endurance e la 24 Ore di Le Mans nel 2021, l'Asian Le Mans Series nel 2021 e European Le Mans Series nel 2022.

## Biografia

### Battesimo
Ferdinand Habsburg è nato il 21 giugno 1997 a Salisburgo, da Carlo d'Asburgo-Lorena e Francesca Thyssen-Bornemisza. Venne battezzato il 20 settembre dal cardinale Franjo Kuharić a Zagabria. I suoi padrini furono lo zio paterno Giorgio, Aloisio Costantino di Löwenstein-Wertheim-Rosenberg, Margarita Gómez-Acebo e la storica dell'arte Agnes Husslein.

### Carriera

#### Karting
Habsburg ha iniziato la sua carriera agonistica all'età di quattordici anni con la squadra austriaca Speedworld Academy.
Nel 2014, dopo quattro anni trascorsi in categoria ROTAX Junior, vincendo più titoli di campionato, è passato alla Rotax DD2. Si è qualificato tre volte al Rotax Max Challenge Grand Finals (Portimão - 2012, New Orleans - 2013, Valencia - 2014).
Risultati:
- 2014 - Campione austriaco nella Rotax DD2, 12º posto nella Rotax Max Challenge Grand Finals a Valencia, Spagna;
- 2013 - Campione ungherese e campione della bassa Austria, vice-campione europeo centro-orientale, nella Rotax Junior, 10º posto nella Rotax Max Challenge Grand Finals a New Orleans, USA;
- 2012 - Campione della bassa Austria, 33º posto nel RMC World Finals a Portimao, Portogallo.

Porta il numero di gara 62 fin dall'inizio della sua carriera nel karting.

#### Primi anni in monoposto
Nel 2014, Habsburg ha fatto il suo debutto in monoposto, prendendo parte alla Formula Renault 1.6 NEC Championship con Lechner Racing. Ha chiuso 4º, con un tasso di finitura del 100% in 15 gare.
Habsburg ha partecipato alla New Zealand's Toyota Racing Series in gennaio e febbraio 2015 con Victory Motor Racing, finendo 11º nel campionato, e 5º nella classe principianti con due podi.
Per il 2015, Habsburg ha deciso di passare alla Formula Renault 2.0 NEC per Fortec Motorsports.

#### DTM
Nel 2019 esordisce nel Deutsche Tourenwagen Masters con l'Aston Martin Vantage AMR Turbo del team R-Motorsport 2. Nel suo primo anno nella serie tedesca chiude due volte in zona punti e finisce ultimo in classifica. L'anno seguente rimane nella serie passando al'Audi Sport Team WRT. Con il costruttore tedesco i risultati del austriaco migliorano e nella prima corsa a Zolder ottiene il terzo posto dietro René Rast e Robin Frijns. A fine stagione chiude decimo in classifica.

#### Endurance
Dal 2021 Ferdinand inizia a correre nelle corse d'endurance, nel suo primo anno corre nella classe LMP1 sia nel WEC, European Le Mans Series e Asian Le Mans Series. Nel Mondiale endurance partecipa con il Team WRT insieme a Robin Frijns e Charles Milesi. L'equipaggio ottiene tre vittorie tra cui la 24 Ore di Le Mans 2021, grazie a questi risultati Ferdinand si laurea campione nella serie. Nella European Le Mans Series ottiene un altro podi e vince l'Asian Le Mans Series.
Per la stagione 2022, il pilota austriaco rimane legato al Team WRT dove chiude quarto in classifica finale riuscendo a vincere la 6 Ore di Monza. Sempre nel 2022 si unisce alla Prema Racing vincendo l'European Le Mans Series dopo aver dominato la stagione con Louis Delétraz e Lorenzo Colombo. L'anno seguente rimane per il terzo anno nel WEC con il Team WRT, sempre correndo nella classe LMP2. Insieme a Robin Frijns e Sean Gelael, Ferdinand ottiene il quarto posto in classifica generale.
Per la stagione 2024 passa alla Classe Hypercar correndo con la nuova Alpine A424 della Alpine Elf Team. Durante un test con l'Hypercar francese subisce un brutto incidente e si frattura due vertebre.

## Risultati

### Riassunto della carriera
| Stagione | Serie                                   | Team                  | Gare | Vittorie | Pole | GPV | Podi | Punti | Pos. |
| -------- | --------------------------------------- | --------------------- | ---- | -------- | ---- | --- | ---- | ----- | ---- |
| 2014     | Formula Renault 1.6 NEC                 | Lechner Racing        | 15   | 0        | 0    | 0   | 4    | 213   | 4°   |
| 2015     | Formula Renault 2.0 NEC                 | Fortec Motorsports    | 11   | 0        | 0    | 0   | 0    | 62    | 18°  |
| 2015     | Eurocup Formula Renault 2.0             | Fortec Motorsports    | 5    | 0        | 0    | 0   | 0    | 0     | NC†  |
| 2015     | Formula Renault 2.0 Alps                | Fortec Motorsports    | 3    | 0        | 0    | 0   | 0    | 0     | NC†  |
| 2015     | Euroformula Open                        | Drivex School         | 2    | 0        | 0    | 0   | 0    | 0     | NC†  |
| 2015     | Toyota Racing Series                    | Victory Motor Racing  | 16   | 0        | 1    | 1   | 2    | 490   | 11°  |
| 2016     | Euroformula Open                        | Drivex School         | 16   | 2        | 4    | 1   | 12   | 247   | 2°   |
| 2016     | Formula 3 spagnola                      | Drivex School         | 6    | 1        | 1    | 0   | 4    | 90    | 3°   |
| 2016     | Eurocup Formula Renault 2.0             | Fortec Motorsports    | 15   | 0        | 1    | 0   | 2    | 57    | 10°  |
| 2016     | Formula Renault 2.0 NEC                 | Fortec Motorsports    | 10   | 0        | 0    | 0   | 2    | 130   | 11°  |
| 2016     | Gran Premio di Macao                    | Fortec Motorsports    | 1    | 0        | 0    | 0   | 0    | N/A   | DNF  |
| 2016     | Toyota Racing Series                    | Giles Motorsport      | 15   | 2        | 0    | 1   | 4    | 727   | 4°   |
| 2017     | Formula 3 europea                       | Carlin                | 30   | 1        | 0    | 2   | 4    | 187   | 7°   |
| 2017     | Gran Premio di Macao                    | Carlin                | 1    | 0        | 0    | 0   | 0    | N/A   | 4°   |
| 2017     | Toyota Racing Series                    | M2 Competition        | 15   | 0        | 0    | 0   | 2    | 568   | 8°   |
| 2018     | Formula 3 europea                       | Carlin                | 30   | 0        | 0    | 2   | 1    | 87    | 13°  |
| 2018     | International GT Open                   | Drivex School         | 2    | 0        | 0    | 0   | 0    | 1     | 44°  |
| 2018     | IMSA SportsCar Championship - Prototype | Jackie Chan DCR Jota  | 1    | 0        | 0    | 0   | 0    | 26    | 51°  |
| 2018     | Gran Premio di Macao                    | Motopark              | 1    | 0        | 0    | 0   | 0    | N/A   | 10°  |
| 2019     | Deutsche Tourenwagen Masters            | R-Motorsport          | 17   | 0        | 0    | 0   | 0    | 3     | 18°  |
| 2019     | Blancpain GT Series Endurance Cup       | R-Motorsport          | 1    | 0        | 0    | 0   | 0    | 0     | NC   |
| 2019     | Gran Premio di Macao                    | ART Grand Prix        | 1    | 0        | 0    | 0   | 0    | N/A   | DNF  |
| 2020     | Deutsche Tourenwagen Masters            | Audi Sport Team WRT   | 17   | 0        | 1    | 0   | 1    | 68    | 10°  |
| 2020     | GT World Challenge Europe Endurance Cup | Audi Sport Team WRT   | 1    | 0        | 0    | 0   | 0    | 0     | NC   |
| 2020     | Intercontinental GT Challenge           | Audi Sport Team WRT   | 1    | 0        | 0    | 0   | 0    | 0     | NC   |
| 2021     | WEC - LMP2                              | Team WRT              | 6    | 3        | 1    | 0   | 4    | 151   | 1°   |
| 2021     | 24 Ore di Le Mans - LMP2                | Team WRT              | 1    | 1        | 0    | 0   | 1    | N/A   | 1°   |
| 2021     | European Le Mans Series - LMP2          | Algarve Pro Racing    | 6    | 0        | 0    | 0   | 1    | 27.5  | 13°  |
| 2021     | Asian Le Mans Series - LMP2             | G-Drive Racing        | 4    | 2        | 0    | 1   | 3    | 81    | 1°   |
| 2021     | IMSA SportsCar - LMP2                   | High Class Racing     | 1    | 0        | 0    | 0   | 0    | 0     | NC‡  |
| 2022     | WEC - LMP2                              | RealTeam by WRT       | 6    | 1        | 1    | 0   | 3    | 96    | 4°   |
| 2022     | 24 Ore di Le Mans - LMP2                | RealTeam by WRT       | 1    | 0        | 0    | 0   | 0    | N/A   | 17°  |
| 2022     | IMSA SportsCar - LMP2                   | Tower Motorsport      | 1    | 0        | 0    | 0   | 1    | 0     | NC‡  |
| 2022     | European Le Mans Series - LMP2          | Prema Racing          | 6    | 4        | 0    | 1   | 5    | 125   | 1°   |
| 2023     | WEC - LMP2                              | Team WRT              | 7    | 0        | 0    | 0   | 2    | 94    | 4°   |
| 2023     | 24 Ore di Le Mans - LMP2                | Team WRT              | 1    | 0        | 0    | 0   | 0    | N/A   | 5°   |
| 2023-24  | Asian Le Mans Series - LMP2             | Nielsen Racing        | 4    | 0        | 0    | 0   | 0    | 10    | 13°  |
| 2024     | WEC - Hypercar                          | Alpine Endurance Team | 1    | 0        | 0    | 0   | 0    | 9*    |      |
| 2024     | European Le Mans Series - LMP2          | Cool Racing           |      |          |      |     |      | *     |      |

† Poiché von Habsburg era un pilota ospite, non era idoneo a segnare punti per il campionato. 
‡ I punti contano solo per la Michelin Endurance Cup e non per il campionato LMP2.
* Stagione in corso.

### WEC
| Anno    | Squadra               | Classe   | Vettura         | SPA | ALG | MNZ | LMS | BHR | BHR |     |     | Punti | Pos. |
| ------- | --------------------- | -------- | --------------- | --- | --- | --- | --- | --- | --- | --- | --- | ----- | ---- |
| 2021    | Team WRT              | LMP2     | Oreca 07-Gibson | 10  | 4   | 2   | 1   | 1   | 1   |     |     | 151   | 1°   |
| Anno    | Squadra               | Classe   | Vettura         | SEB | SPA | LMS | MON | FUJ | BHR |     |     | Punti | Pos. |
| 2022    | RealTeam by WRT       | LMP2     | Oreca 07        | 3   | 2   | 9   | 1   | 4   | 5   |     |     | 96    | 4°   |
| Anno    | Squadra               | Classe   | Vettura         | SEB | ALG | SPA | LMS | MON | FUJ | BHR |     | Punti | Pos. |
| 2023    | Team WRT              | LMP2     | Oreca 07        | 6   | 7   | 6   | 4   | 10  | 3   | 2   |     | 92    | 4°   |
| Anno    | Squadra               | Classe   | Vettura         | QAT | IMO | SPA | LMS | SÃO | COA | FUJ | BHR | Punti | Pos. |
| 2024    | Alpine Endurance Team | Hypercar | Alpine A424     | 7   |     |     | Rit | 12  | 5   | 7   | 4   | 43    | 11°  |
| Anno    | Squadra               | Classe   | Vettura         | QAT | IMO | SPA | LMS | SÃO | COA | FUJ | BHR | Punti | Pos. |
| 2025    | Alpine Endurance Team | Hypercar | Alpine A424     | 13  | 14  | 8   | 8   |     |     |     |     | 12*   |      |
| Legenda |                       |          |                 |     |     |     |     |     |     |     |     |       |      |

* Stagione in corso.

### European Le Mans Series
| Anno    | Squadra            | Classe | Vettura         | CAT | RBR | LEC | MNZ | SPA | POR | Punti | Pos. |
| ------- | ------------------ | ------ | --------------- | --- | --- | --- | --- | --- | --- | ----- | ---- |
| 2021    | Algarve Pro Racing | LMP2   | Oreca 07-Gibson | 11  | 8   | 7   | 10  | NC  | 3   | 27.5  | 13°  |
| Anno    | Squadra            | Classe | Vettura         | PAU | IMO | MON | BAR | SPA | POR | Punti | Pos. |
| 2022    | Prema Racing       | LMP2   | Oreca 07        | 1   | 1   | 5   | 1   | 3   | 1   | 125   | 1°   |
| Anno    | Squadra            | Classe | Vettura         | BAR | LEC | IMO | SPA | MUG | ALG | Punti | Pos. |
| 2024    | Cool Racing        | LMP2   | Oreca 07        |     |     | 10  | 11  | 13  | 3   | 16    | 21°  |
| Legenda |                    |        |                 |     |     |     |     |     |     |       |      |

*Stagione in corso.

### 24 ore di Le Mans
| Anno | Team                  | Co-Piloti                       | Auto            | Classe   | Giri | Pos. | Classe Pos. |
| ---- | --------------------- | ------------------------------- | --------------- | -------- | ---- | ---- | ----------- |
| 2021 | Team WRT              | Charles Milesi Robin Frijns     | Oreca 07-Gibson | LMP2     | 363  | 6°   | 1°          |
| 2022 | RealTeam by WRT       | Rui Andrade Norman Nato         | Oreca 07-Gibson | LMP2     | 362  | 21°  | 17°         |
| 2023 | Team WRT              | Robin Frijns Sean Gelael        | Oreca 07-Gibson | LMP2     | 326  | 13º  | 5º          |
| 2024 | Alpine Endurance Team | Charles Milesi Paul-Loup Chatin | Alpine A424     | Hypercar | 75   | DNF  | DNF         |
| 2025 | Alpine Endurance Team | Charles Milesi Paul-Loup Chatin | Alpine A424     | Hypercar | 385  | 9°   | 9°          |

### Asian Le Mans Series
| Anno    | Squadra        | Classe | Vettura  | DUB | DUB | ABU | ABU |     | Punti | Pos. |
| ------- | -------------- | ------ | -------- | --- | --- | --- | --- | --- | ----- | ---- |
| 2021    | G-Drive Racing | LMP2   | Oreca 07 | 1   | 1   | 2   | 4   |     | 81    | 1º   |
| Anno    | Squadra        | Classe | Vettura  | SEP | SEP | DUB | ABU | ABU | Punti | Pos. |
| 2023-24 | Nielsen Racing | LMP2   | Oreca 07 | 9   | Rit |     | 9   | 7   | 10    | 13°  |
| Legenda |                |        |          |     |     |     |     |     |       |      |

## Lignaggio
Ferdinando Zvonimiro d'Asburgo-Lorena è il figlio di Carlo d'Asburgo-Lorena e di Francesca Thyssen-Bornemisza, nipote di Ottone d'Asburgo-Lorena e di Regina di Sassonia-Meiningen. Nato a Salisburgo, è stato battezzato a Zagabria dall'arcivescovo della città.

### Ascendenza
|                                |                                    |                                          | Genitori                                        |  |  | Nonni |  |  | Bisnonni                 |  |  | Trisnonni                         |  |
|                                |                                    |                                          |                                                 |  |  |       |  |  | Carlo I d'Asburgo-Lorena |  |  | Ottone Francesco d'Asburgo-Lorena |  |
|                                |                                    |                                          |                                                 |  |  |       |  |  | Carlo I d'Asburgo-Lorena |  |  | Ottone Francesco d'Asburgo-Lorena |  |
|                                |                                    | Maria Giuseppina di Sassonia             |                                                 |  |  |       |  |  | Carlo I d'Asburgo-Lorena |  |  |                                   |  |
| Ottone d'Asburgo-Lorena        |                                    |                                          |                                                 |  |  |       |  |  | Carlo I d'Asburgo-Lorena |  |  |                                   |  |
|                                |                                    | Zita di Borbone-Parma                    | Roberto I di Parma                              |  |  |       |  |  |                          |  |  |                                   |  |
|                                |                                    | Zita di Borbone-Parma                    | Roberto I di Parma                              |  |  |       |  |  |                          |  |  |                                   |  |
|                                |                                    | Zita di Borbone-Parma                    | Maria Antonia di Braganza                       |  |  |       |  |  |                          |  |  |                                   |  |
| Carlo d'Asburgo-Lorena         |                                    | Zita di Borbone-Parma                    |                                                 |  |  |       |  |  |                          |  |  |                                   |  |
|                                |                                    | Giorgio di Sassonia-Meiningen            | Federico Giovanni di Sassonia-Meiningen         |  |  |       |  |  |                          |  |  |                                   |  |
|                                |                                    | Giorgio di Sassonia-Meiningen            | Federico Giovanni di Sassonia-Meiningen         |  |  |       |  |  |                          |  |  |                                   |  |
|                                |                                    | Giorgio di Sassonia-Meiningen            | Adelaide di Lippe-Biesterfeld                   |  |  |       |  |  |                          |  |  |                                   |  |
| Regina di Sassonia-Meiningen   |                                    | Giorgio di Sassonia-Meiningen            |                                                 |  |  |       |  |  |                          |  |  |                                   |  |
|                                |                                    | Contessa Clara Maria di Korff            | Conte Alfredo di Korff                          |  |  |       |  |  |                          |  |  |                                   |  |
|                                |                                    | Contessa Clara Maria di Korff            | Conte Alfredo di Korff                          |  |  |       |  |  |                          |  |  |                                   |  |
|                                |                                    | Contessa Clara Maria di Korff            | Baronessa Elena di Hilgers                      |  |  |       |  |  |                          |  |  |                                   |  |
| Ferdinando d'Asburgo-Lorena    |                                    | Contessa Clara Maria di Korff            |                                                 |  |  |       |  |  |                          |  |  |                                   |  |
|                                | Barone Heinrich Thyssen-Bornemisza | August Thyssen                           |                                                 |  |  |       |  |  |                          |  |  |                                   |  |
|                                | Barone Heinrich Thyssen-Bornemisza | August Thyssen                           |                                                 |  |  |       |  |  |                          |  |  |                                   |  |
|                                | Barone Heinrich Thyssen-Bornemisza | Hedwig Pelzer                            |                                                 |  |  |       |  |  |                          |  |  |                                   |  |
| Barone Hans Thyssen-Bornemisza | Barone Heinrich Thyssen-Bornemisza |                                          |                                                 |  |  |       |  |  |                          |  |  |                                   |  |
|                                |                                    | Baronessa Margit de Kászon et Impérfalva | Barone Gábor Bornemisza de Kászon et Impérfalva |  |  |       |  |  |                          |  |  |                                   |  |
|                                |                                    | Baronessa Margit de Kászon et Impérfalva | Barone Gábor Bornemisza de Kászon et Impérfalva |  |  |       |  |  |                          |  |  |                                   |  |
|                                |                                    | Baronessa Margit de Kászon et Impérfalva | Matilda Louise Price                            |  |  |       |  |  |                          |  |  |                                   |  |
| Francesca Thyssen-Bornemisza   |                                    | Baronessa Margit de Kászon et Impérfalva |                                                 |  |  |       |  |  |                          |  |  |                                   |  |
|                                |                                    | Keith McNeill Campbell-Walter            | Alexander McNeil Walter                         |  |  |       |  |  |                          |  |  |                                   |  |
|                                |                                    | Keith McNeill Campbell-Walter            | Alexander McNeil Walter                         |  |  |       |  |  |                          |  |  |                                   |  |
|                                |                                    | Keith McNeill Campbell-Walter            | Florence Ruth Gisella Downing                   |  |  |       |  |  |                          |  |  |                                   |  |
| Fiona Frances Campbell-Walter  |                                    | Keith McNeill Campbell-Walter            |                                                 |  |  |       |  |  |                          |  |  |                                   |  |
|                                |                                    | Lady Frances Henriette Campbell          | Sir Edward Campbell of Airds                    |  |  |       |  |  |                          |  |  |                                   |  |
|                                |                                    | Lady Frances Henriette Campbell          | Sir Edward Campbell of Airds                    |  |  |       |  |  |                          |  |  |                                   |  |
|                                |                                    | Lady Frances Henriette Campbell          | Edith Jane Warren                               |  |  |       |  |  |                          |  |  |                                   |  |
|                                |                                    | Lady Frances Henriette Campbell          |                                                 |  |  |       |  |  |                          |  |  |                                   |  |

### Ascendenza patrilineare
1. Gerardo (…-1070), duca di Lorena
2. Teodorico II (…-1115), duca di Lorena
3. Simone I (1080-1139), duca di Lorena
4. Mattia I (1119-1176), duca di Lorena
5. Federico I (1143-1206), duca di Lorena
6. Federico II (…-1213), duca di Lorena
7. Mattia II (1193-1251), duca di Lorena
8. Federico III (1238-1302), duca di Lorena
9. Teobaldo II (1263-1312), duca di Lorena
10. Federico IV (1282-1329), duca di Lorena
11. Rodolfo (1320-1346), duca di Lorena
12. Giovanni I (1346-1390), duca di Lorena
13. Federico I (1368-1415), conte di Vaudémont
14. Antonio (1400-1458), conte di Vaudémont
15. Federico II (1428-1470), conte di Vaudémont
16. Renato II (1451-1508), duca di Lorena
17. Antonio (1489-1544), duca di Lorena
18. Francesco I (1517-1545), duca di Lorena
19. Carlo III (1543-1608), duca di Lorena
20. Francesco II (1572-1632), duca di Lorena
21. Nicola II (1612-1670), duca di Lorena
22. Carlo V (1643-1690), duca titolare di Lorena
23. Leopoldo (1679-1729), duca di Lorena
24. Francesco I di Lorena (1708-1765), imperatore dei Romani
25. Leopoldo II d'Asburgo-Lorena (1747-1792), imperatore dei Romani
26. Francesco II d'Asburgo-Lorena (1768-1835), imperatore dei Romani e imperatore d'Austria
27. Francesco Carlo d'Asburgo-Lorena (1802-1878), arciduca d'Austria
28. Carlo Ludovico d'Asburgo-Lorena (1833-1896), arciduca d'Austria
29. Ottone Francesco d'Asburgo-Lorena (1865-1906), arciduca d'Austria
30. Carlo I d'Asburgo-Lorena (1887-1922), imperatore d'Austria
31. Ottone d'Asburgo-Lorena (1912-2011), imperatore titolare d'Austria
32. Carlo d'Asburgo-Lorena (1961-vivente), imperatore titolare d'Austria
33. Ferdinando Zvonimiro d'Asburgo-Lorena (1997-vivente), arciduca ereditario titolare d'Austria

## Titoli e trattamento
In Austria i titoli nobiliari non sono riconosciuti e sono vietati. In Germania dopo la Costituzione del 1919 fanno parte integrante del cognome, senza dare diritto ai trattamenti relativi.
Titoli di cortesia:
- dal 21 giugno 1997: «Sua Altezza Reale e Imperiale l'Arciduca Ferdinando Zvonimiro d’Asburgo-Lorena, principe imperiale d'Austria, Principe Reale d'Ungheria, Croazia e Boemia, Arciduca d’Austria».